# Junior Albertus
Junior Albertus (Willemstad, 25 december 1996), is een Curaçaos-Nederlands voetballer die als aanvaller speelt. In 2016 kwam hij van WKE bij FC Emmen. Op vrijdag 12 augustus 2016 maakte hij zijn debuut in het betaalde voetbal namens FC Emmen door in te vallen in de wedstrijd tegen RKC Waalwijk. Begin 2017 werd hij verhuurd aan HHC Hardenberg. Medio 2017 stapte hij over naar Sparta Nijkerk. Hij speelt nu bij Excelsior '20.

## Statistieken
| Seizoen | Club                    | Land               | Competitie     | Niveau | Competitie | Competitie | Beker | Beker | Totaal | Totaal |
| Seizoen | Club                    | Land               | Competitie     | Niveau | Wed.       | Dlp.       | Wed.  | Dlp.  | Wed.   | Dlp.   |
| ------- | ----------------------- | ------------------ | -------------- | ------ | ---------- | ---------- | ----- | ----- | ------ | ------ |
| 2015/16 | WKE                     | Vlag van Nederland | Topklasse      | III    | 16         | 9          | 2     | 2     | 18     | 11     |
| 2016/17 | FC Emmen                | Vlag van Nederland | Eerste divisie | II     | 1          | 0          | 0     | 0     | 1      | 0      |
| 2016/17 | → HHC Hardenberg (huur) | Vlag van Nederland | Tweede divisie | III    | 16         | 1          | 0     | 0     | 16     | 1      |
| 2017/18 | Sparta Nijkerk          | Vlag van Nederland | Derde divisie  | IV     | 18         | 8          | 1     | 0     | 19     | 8      |